# Elsa Galvão
Elsa Galvão (29 de marzo de 1961) es una actriz, presentadora de televisión, dobladora y directora de teatro portuguesa.
En 1980, se inició como actriz en el Proyecto Teatro Emarginato, y a partir de 1988, trabajó en la pieza Maria Não Me Mates que Sou Tua Mãe Archivado el 28 de agosto de 2015 en Wayback Machine. de Garrett, iniciando una colaboración regular con Fernando Gomes:
- Como é Diferente o Amor em Portugal
- Klassikus Kabaret
- Amor Também de Perdição
- Goodbye Século XX
- Até as Coristas Falam
- Uma Noite no Paraíso
- O Gato das Notas
- Os Três Mosqueteiros
- A Vida Trágica de Carlota
- Drakula.com
- O Sangue
- Vou Dar de Beber à Dor
- O Corcunda de Notre Dame
- A Ilha do Tesouro
- Viva o Casamento
- Divina Loucura

Fue dirigida por otros directores de teatro, como João Mota (El Grande de Coca-Cola o Guerras de Alecrim e Manjerona de António José da Silva, A Pulga Atrás da Orelha de Feydeau, A Senhora Klein de Nicholas Wright), Adriano Luz (Um Certo Plume a partir de Michaux), Fernanda Lapa (Top Girls de Caryl Churchil, As Bacantes de Eurípides), Graça Correia (Eleanor Marx, Câmara Ardente de Harold Pinter, Queima Isto de Lanford Wilson), Teresa Sobral (Elefantes no Jardim de Virgílio Almeida), Diogo Infante (Um Vestido para Cinco Mulheres de Alan Ball), João Lagarto (Por Favor Deixe Mensagem de Michael Frayn). 
Es actriz habitual en la televisión, donde participó en series como Médico de Família (SIC, 1998), Super Pai (TVI, 2001), Jornalistas (RTP, 1999), Inspector Max (TVI, 2004) y en novelas como Ganância (SIC, 2000), Olhos de Água (TVI, 2001), Amanhecer (TVI, 2003), Queridas Feras (TVI, 2004), O Jogo (SIC, 2004). 
Debutó en el cine O Miradouro da Lua (1993) de Jorge António, habiendo sido dirigida por Luís Filipe Rocha en Camarate (2001) y A Passagem da Noite (2003).

## Otras obras

### Como actriz
Louco Amor (TV series). Como Hermínia Veloz Alegría
- – Episodio #1.277 (2013)
- – Episodio #1.276 (2013)
- – Episodio #1.275 (2013)
- – Episodio #1.274 (2013)
- – Episodio #1.273 (2013)

Remédio Santo (serie de TV)
- – Episode #1.112 (2011)
- – Episode #1.111 (2011)

O Amor é um Sonho (TV series)
- – Episodio #1.3 (2011)
- – Episodio #1.4 (2011)
- – Episodio #1.1 (2011)
- – Episodio #1.2 (2011)